# Auditorio Nacional Doctora Adela Reta
El Auditorio Nacional Doctora Adela Reta es el auditorio nacional uruguayo perteneciente al Servicio Oficial de Difusión, Representaciones y Espectáculos.

## Auditorio
Está ubicado en sobre la intersección de las calles Andes y Mercedes, en el Centro de  Montevideo. Lleva el nombre de la abogada, ministra y quien fuese presidenta del Sodre, Adela Reta. El 29 de agosto de 2019, la Comisión del Patrimonio Cultural de la Nación, designó al Auditorio Nacional como Monumento Histórico del Uruguay

## Historia
En su emplazamiento, antiguamente se encontraba el entonces Estudio Auditorio incendiado el 18 de septiembre de 1971.

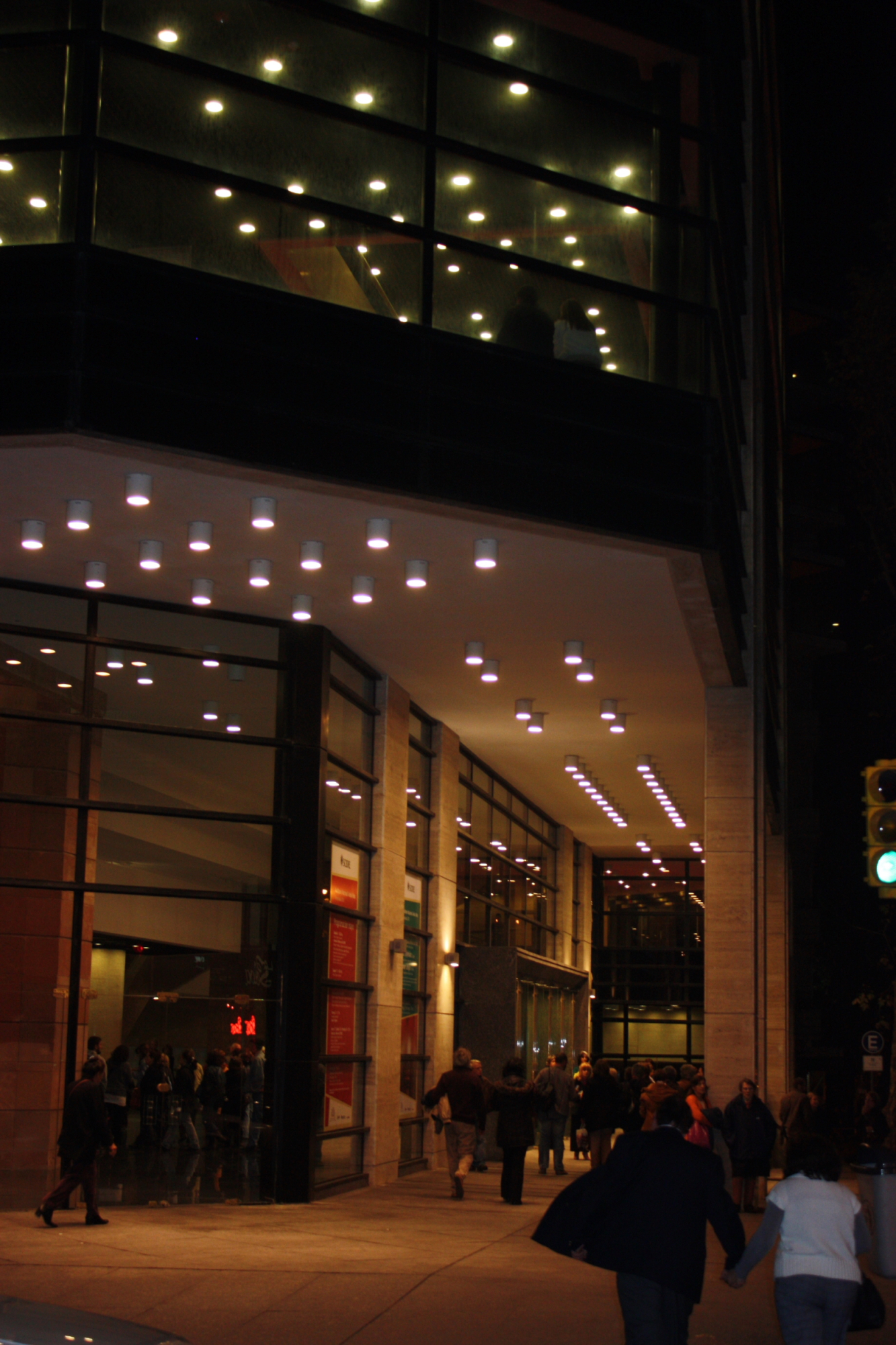
Vista del Auditorio

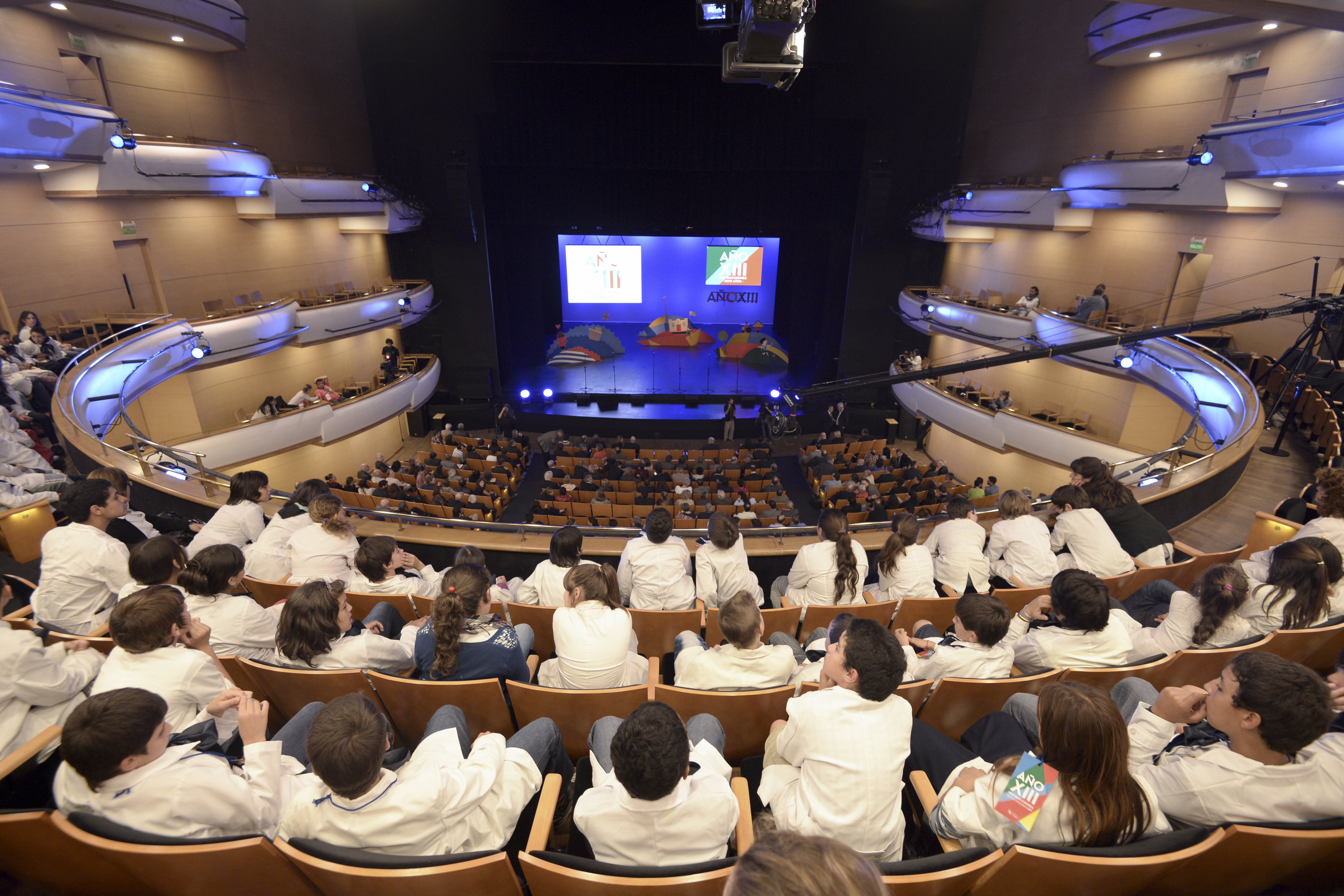
Sala Eduardo Fabini del Auditorio Nacional Adela Reta en 2011.

En 1985, una vez reinstaurada la democracia, el nuevo gobierno empezó a planificar la reconstrucción. Con ese fin se creó una comisión honoraria conformada por delegados de la Intendencia de Montevideo, del Ministerio de Educación y Cultura , del Ministerio de Transporte y Obras Públicas y del Servicio Oficial de Difusión, Representaciones y Espectáculos. Esta comisión optó por mantener el emplazamiento anterior. Para esto hubo que comprar algunos terrenos aledaños.
Luego se convocó a una comisión asesora para que elaborara las bases de un concurso nacional de anteproyectos. Para formar esta comisión, el Ministerio de Educación y Cultura— entonces comandado por la doctora Adela Reta— pidió a la Sociedad de Arquitectos del Uruguay  que hiciera una selección. Ese proceso derivó en la nominación de los arquitectos José Scheps y Rafael Lorente. A ellos se sumó el profesor Carlos Carvalho, en representación del SODRE Fueron estos profesionales los que quedaron a cargo de redactar las bases del concurso en consulta con los cuerpos estables del SODRE, a quienes se sumaron las expresiones de otros artistas nacionales destacados.
El llamado a licitación tuvo carácter público y nacional, llevándose a cabo en septiembre de 1986, y contó con la participación de 51 concursantes. En febrero de 1987, el jurado, integrado por los arquitectos Clorindo Testa (por la Secretaría de Cultura), Mariano Arana (por la Sociedad de Arquitectos) y Antonio Cravotto (por los concursantes), eligió por unanimidad el proyecto del estudio integrado por Jorge di Pólito, Diego Magnone, Isidoro Singer y Juan Carlos Vanini.
La elaboración del anteproyecto por el estudio seleccionado insumió 10 meses. Luego vino la etapa del proyecto ejecutivo, donde se trabajó ya sobre los planos de obra, y finalmente la fase de presupuestación. En mayo de 1988 se hizo el llamado a licitación pública internacional para la construcción del complejo, que ganó la firma Álvaro Palenga S. A.

## Construcción
Una vez elegida la empresa constructora, el 15 de noviembre de 1989 se firmó el contrato y se iniciaron las obras, pocos días antes de que se celebraran las elecciones nacionales de aquel año, ya sobre el final del primer mandato de Julio María Sanguinetti. Se hablaba de un complejo cultural de 25 000 metros cuadrados que incluía tres salas de espectáculos, sus respectivas salas de ensayo para los músicos, para el coro y para el cuerpo de baile; también habían sido previstos espacios para la fabricación de la escenografía, así como talleres de pintura, zapatería y peluquería.

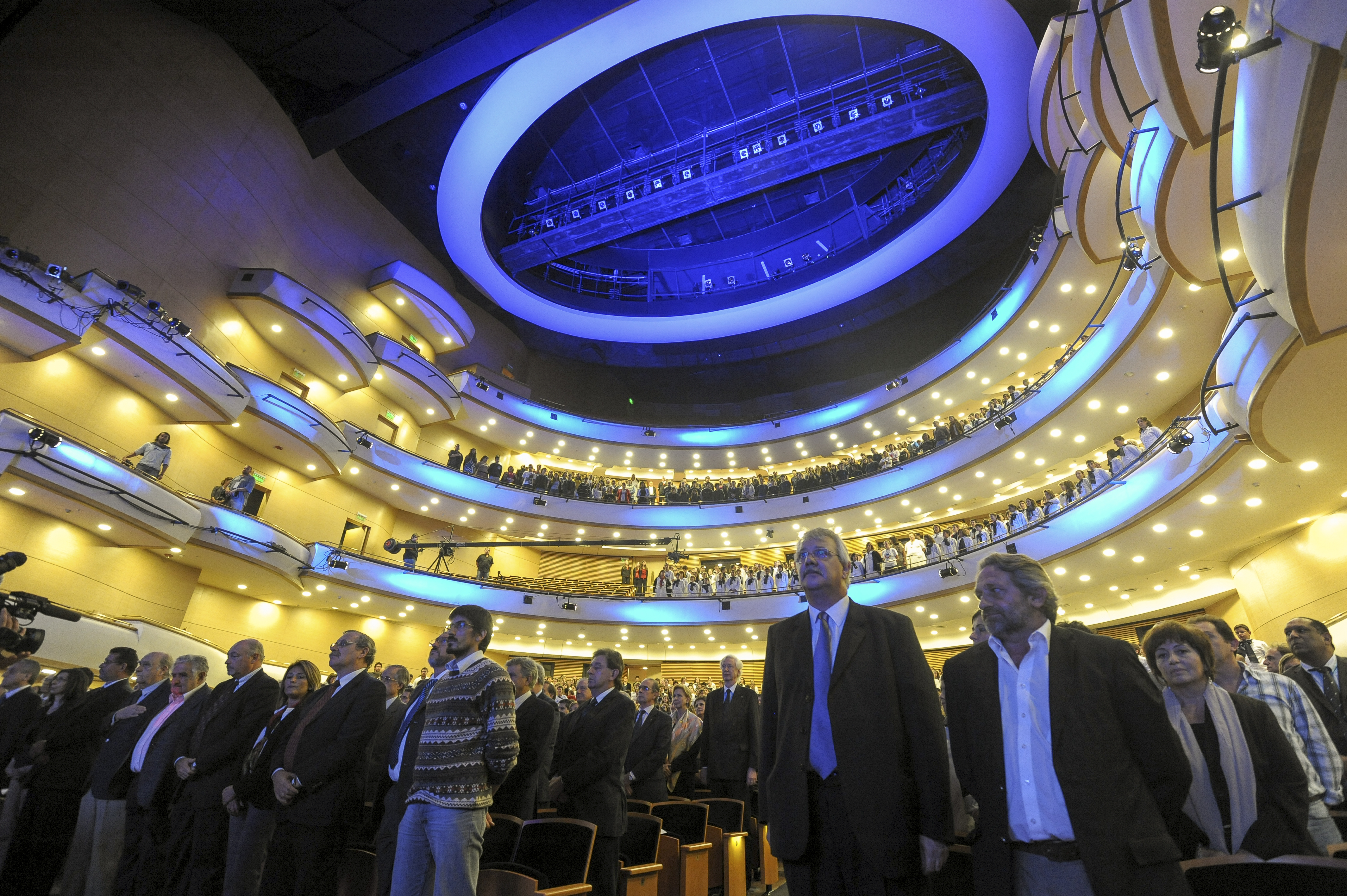
La Sala Eduardo Fabini del Auditorio Nacional, durante una gala por el Aniversario de las Instrucciones del año XIII

En 1990, el proceso de construcción del nuevo auditorio del SODRE perdió vigor. Hasta ese momento se había avanzado muy poco: apenas si se habían hecho la excavación y una parte de la estructura. En 1995, el proyecto del SODRE recuperó algo del vigor que había perdido en los años previos y finalmente en 1999 se inauguró la sala C del complejo, denominada «Hugo Balzo». Además, estaban muy avanzadas las obras de los camarines y las salas de ensayo. En 2001 se realizó una pequeña inyección de capital con el objetivo de presentar la ópera Aida en la sala principal, denominada «Eduardo Fabini».
Para esa ocasión se tuvo que hacer el cerramiento del auditorio, lo que los técnicos llaman el «cerramiento rústico»; según los arquitectos responsables del proyecto, el espacio donde se hizo la presentación de Aida no difería mucho en sus condiciones de las de un estadio de básquetbol: faltaban todas las terminaciones, la gente estaba sentada en gradas de hormigón, con sillas provisorias que habían sido alquiladas. Sin embargo, y pese a estas limitaciones, esta instancia permitió por lo menos cerrar el edificio y terminar la fachada, el techo y la losa.
En 2006 se le dio un nuevo impulso a la obra, después de que la Secretaría General Iberoamericana, a cargo de Enrique Iglesias, comprometiera fondos para su culminación. Finalmente, el 21 de noviembre de 2009, se reinauguró oficialmente, cambiando el nombre de «Estudio Auditorio» a «Auditorio Nacional “Doctora Adela Reta”». La obra estuvo dirigida por la arquitecta Eneida de León.
En el concierto de inauguración participó la orquesta sinfónica y el coro nacional del SODRE, bajo la dirección del Maestro invitado Federico García Vigil. El programa incluyó Fantasía para violín y orquesta, de Eduardo Fabini, con Amiram Ganz como solista
, y la sinfonía nº 9 en re menor, op. 125, de Ludwig van Beethoven, con la interpretación de la soprano María José Siri, la mezzosoprano Adriana Mastrángelo, el tenor Gerardo Marandino y el bajo Ariel Cazes.

## Características

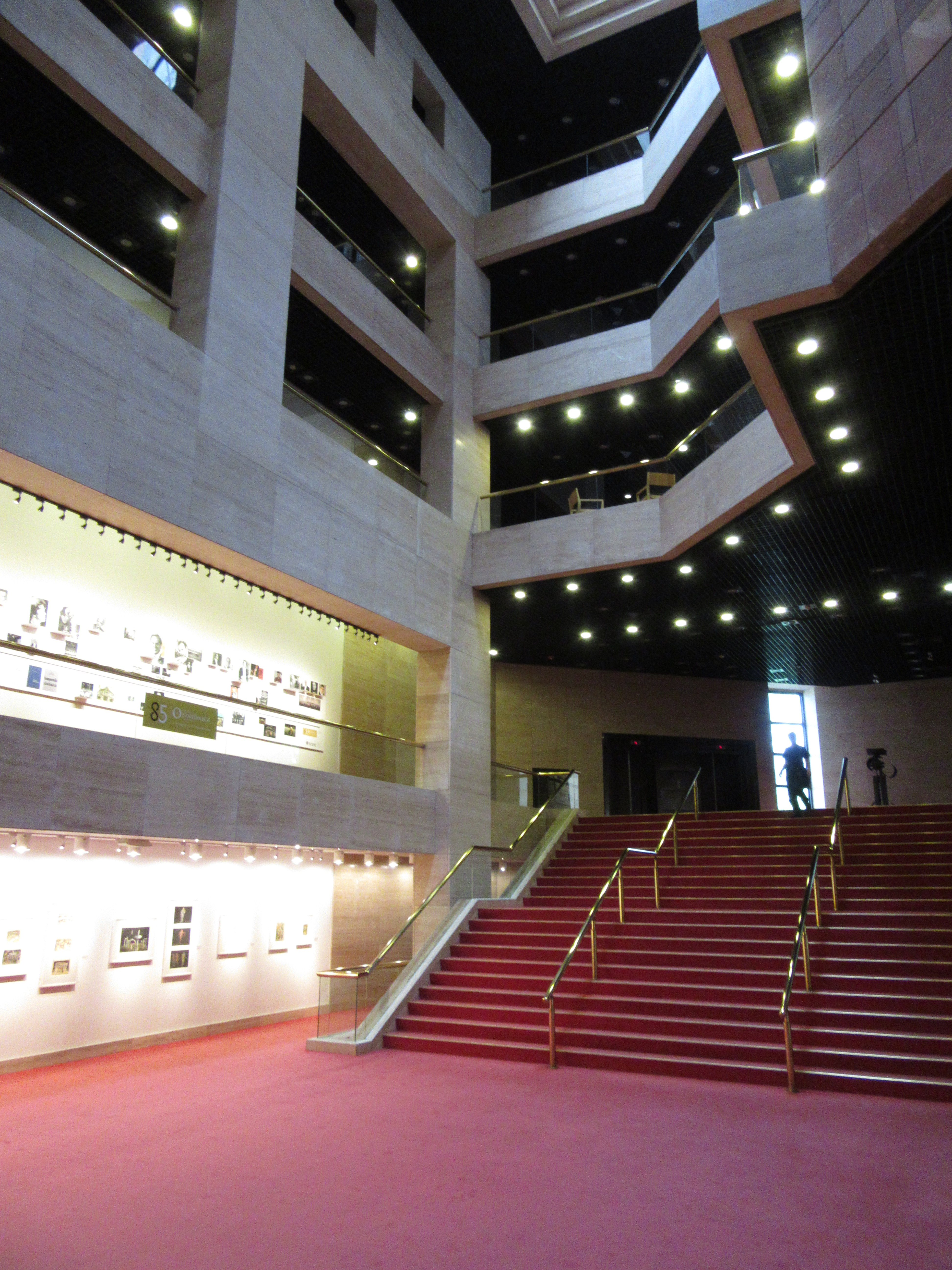
Lobby del Auditorio.

Constituido en la histórica esquina céntrica de Andes y Mercedes, sobre un área aproximada de 25 000 m² de superficie, cuenta con dos salas, «Eduardo Fabini» y «Hugo Balzo», preparadas para albergar espectáculos, un anfiteatro, áreas para exposiciones y amplias áreas de circulación, además de salas de ensayo y talleres. El edificio se expresa como un conjunto de actividades donde el espectáculo es su objetivo final: el escenario y sala de espectadores emergen del centro de la manzana como una caja cerrada, alrededor de la cual se articulan todos los sectores del edificio, que, enmarcados en un volumen perimetral unitario, tienen tratamientos diferenciados, evitando una imagen monumental.
La sala «Eduardo Fabini» cuenta con aproximadamente 2000 localidades, dependiendo de su configuración. Está destinada a espectáculos líricos, sinfónicos y de ballet. Su foso puede albergar a más de 100 músicos, organizado en tres módulos con movimientos, sobre la base de un sistema de elevación automatizado. El escenario, el más grande del país, cuenta con una altura libre de 27 metros y una boca de escena regulable que puede alcanzar un máximo de 15,5 metros de ancho por 12 de largo.
Prácticamente todos los elementos que visten las galerías atenúan la reverberación, destacándose el diseño arquitectónico, el cielorraso —acústicamente transparente— y los paneles de madera de sofisticado diseño acústico. Según las necesidades, el movimiento automatizado de los cortinados de la boca del escenario permite controlar finamente la reverberación.
La sala «Hugo Balzo» tiene una capacidad aproximada de 280 localidades y ofrece una gran flexibilidad técnica y escénica ideal para su transformación. Destinada para la música de cámara, hoy se presenta como una sala polivalente, capaz de asumir los retos escénicos de espectáculos de pequeño formato. Anexo a esta sala están ubicados los locales de registro de audio y video, tanto de los espectáculos que se realicen en la sala Balzo como en las demás salas.
Las salas de ensayos, modernas e iluminadas naturalmente, están destinadas a cada cuerpo artístico, además de camarines y locales complementarios para los artistas. La construcción contiene un importante sector de talleres ubicados en tres niveles de doble altura para la producción y realización de los montajes escénicos, así como para la confección de vestuario y la caracterización de los intérpretes.

## Actualidad
Desde su inauguración, el Auditorio Nacional Adela Reta ha recibido a los más destacados artistas contemporáneos, tanto de la música culta como de la lírica, el ballet y la música popular. Entre otros, han actuado Bobby McFerrin, Yo-Yo Ma, Sol Gabetta, María Noel Riccetto, Barry Douglas, Diego el Cigala, Bebo Valdés, Daniel Viglietti, Joan Manuel Serrat.
El 2009 marcó la historia de la vida cultural y musical de Uruguay, pues a casi 40 años del incendio que destruyó el viejo auditorio, el SODRE inauguró el Auditorio Nacional Adela Reta, un centro cultural y multidisciplinario que es el mayor centro artístico del país y uno de los más modernos de América Latina.
A partir del 2013, el auditorio comenzó a presentar la exposición Ceibal ExpoAprende, con conferencias y talleres para educación primaria y secundaria del Uruguay, acerca del funcionamiento de las computadoras XO brindadas por el Plan Ceibal.